# Ольховская волость (Царицынский уезд)
Ольхо́вская во́лость — административно-территориальная единица в составе Царицынского уезда Саратовской губернии, с 1919 года - Царицынской губернии. Волостное правление располагалось в слободе Ольховке
Волость располагалась в северо-западной части Царицынского уезда по обеим сторонам реки Иловли, на границе с Камышинским уездом и Областью Войска Донского.
В конце XIX века в состав волости помимо слободы Ольховки, входили слободы Гусёвка, Каменный Брод, село Зензеватка, деревни Давьяловка, Кленовка, Успенка и Михайловка, хутора Забурунов и Поляков, Марьевка.
В 1919 году в составе Царицынского уезда включена в состав Царицынской губернии. Упразднена в 1928 году. Территория полностью включена в состав Ольховского района Камышинского округа Нижне-Волжского края

## Население
Въ 1882 году в волости проживало 7695 человек, из которых 5118 русских и 2577 малороссов.